# Sonia Gaskell

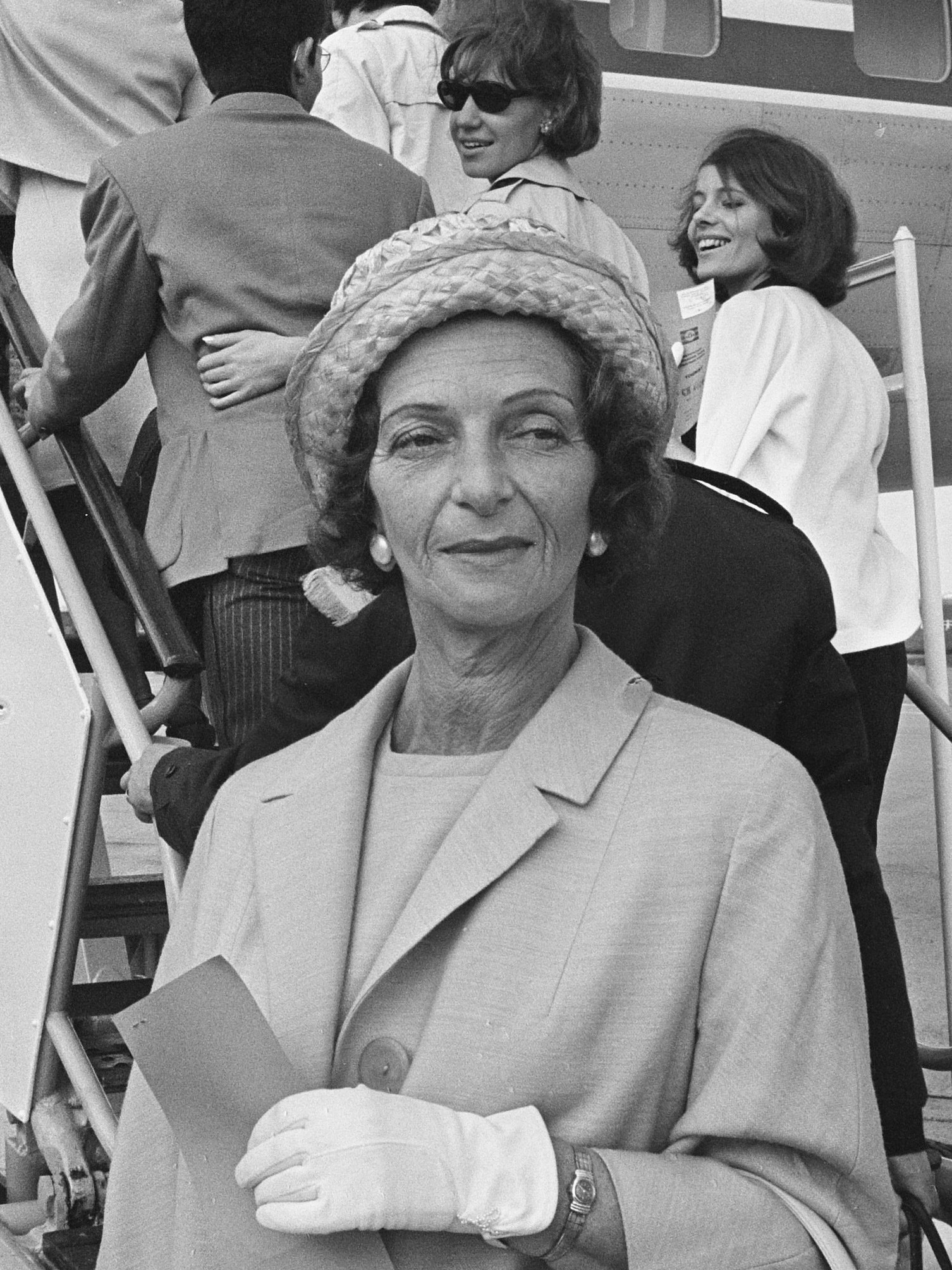
Gaskell em 1964

Sonia Gaskell (14 de abril de 1904 — 9 de julho de 1974) foi uma dançarina, coreógrafa, professora e diretora de dança cuja nacionalidade era lituana-neerlandesa-judia. Tornou-se uma das figuras mais importantes no desenvolvimento do balé holandês.
Gaskell estudou em Carcóvia, na Ucrânia, mas fugiu para a Palestina em 1921 para evitar os pogroms contra judeus na Rússia. Ela chegou a Paris em 1925, onde treinou com Lubov Egorova e Léo Staats. Começou sua carreira como dançarina de cabaré, viajando pela Europa nos anos 1930, e depois se tornou fundadora e coreógrafa de Les Ballets de Paris (1936–9) antes de ir para Amsterdã em 1939.
Entre os seus alunos estavam a atriz Audrey Hepburn.

## Vida pessoal
Gaskell casou-se duas vezes. Por volta de 1922, ela se casou com o matemático Abraham Goldenson na Palestina, mas o casal se separou em 1939. Casou-se depois com o arquiteto Philipp Heinrich Bauchhenss (1894–1948).